# Antjärnstjärnen
Antjärnstjärnen är en sjö i Härnösands kommun i Ångermanland och ingår i Gådeån-Indalsälvens kustområde. Sjön har en area på 0,0558 kvadratkilometer och ligger 67,9 meter över havet. Sjön avvattnas av vattendraget Byån.

## Delavrinningsområde
Antjärnstjärnen ingår i det delavrinningsområde (694308-160152) som SMHI kallar för Utloppet av Antjärnstjärnen. Medelhöjden är 83 meter över havet och ytan är 0,65 kvadratkilometer. Räknas de 3 avrinningsområdena uppströms in blir den ackumulerade arean 15,38 kvadratkilometer. Avrinningsområdets utflöde Byån mynnar i havet. Avrinningsområdet består mestadels av skog (48 procent), öppen mark (19 procent) och jordbruk (25 procent). Avrinningsområdet har 0,05 kvadratkilometer vattenytor vilket ger det en sjöprocent på 7,9 procent.